# Bow Mar
Bow Mar ist eine Statutory Town im US-Bundesstaat Colorado. Sie liegt teils im Arapahoe County und teils im Jefferson County und gehört zum Metropolgebiet Denver-Aurora. Das U.S. Census Bureau hat bei der Volkszählung 2020 eine Einwohnerzahl von 853 ermittelt.

## Geschichte
Als die Gegend um Denver sich ausgangs des 19. Jahrhunderts entwickelte, bildete sich das heutige Bow Mar als landwirtschaftlich genutzte Zone. Mehrere größere Farmen versorgten Denver und das nahegelegene Littleton. Als Denver nach dem Zweiten Weltkrieg wuchs, wurde das Farmland um Bow Mar in Neubaugebiet mit Einfamilienhäusern umgewandelt. Die erste Bebauung entstand Ende der 1940er und Anfang der 1950er Jahre. Die meisten Wohnviertel waren bis 1960 fertiggestellt. Bow Mar wurde 1958 zur Town erhoben. Zum damaligen Zeitpunkt orientierte sich die Bebauung am Prairie Style des amerikanischen Architekten Frank Lloyd Wright. Die Häuser waren meist einstöckig und befanden sich auf Grundstücken mit einer Fläche von einem Acre, die an breiten Straßen lagen. Heutzutage werden viele dieser Gebäude umgebaut oder durch moderne Bebauung ersetzt.

### Name
Der Name der Stadt ist eine Ableitung aus den Familiennamen zweier Farmer aus der Pionierzeit, John Bowles und John Marston.

## Geographie
Bow Mars geographische Koordinaten sind 39° 38′ N, 105° 3′ W.
Nach den Angaben des United States Census Bureaus hat die Stadt eine Fläche von 2,1 km², wovon 1,9 km² Land und 0,3 km² (= 13,25 %) auf Gewässer entfallen.

## Demographie
Zum Zeitpunkt des United States Census 2000 bewohnten Bow Mar 847 Personen. Die Bevölkerungsdichte betrug 454,2 Personen pro km². Es gab 302 Wohneinheiten, durchschnittlich 161,9 pro km². Die Bevölkerung Cairos bestand zu 97,76 % aus Weißen, 0,71 % Asian, 0,24 % gaben an, anderen Rassen anzugehören und 1,30 % nannten zwei oder mehr Rassen. 3,78 % der Bevölkerung erklärten, Hispanos oder Latinos jeglicher Rasse zu sein.
Die Bewohner Bow Mars verteilten sich auf 295 Haushalte, von denen in 40,3 % Kinder unter 18 Jahren lebten. 82,4 % der Haushalte stellen Verheiratete, 5,1 % hatten einen weiblichen Haushaltsvorstand ohne Ehemann und 10,5 % bildeten keine Familien. 8,1 % der Haushalte bestanden aus Einzelpersonen und in 4,4 % aller Haushalte lebte jemand im Alter von 65 Jahren oder mehr alleine. Die durchschnittliche Haushaltsgröße betrug 2,87 und die durchschnittliche Familiengröße 3,04 Personen.
Die Stadtbevölkerung verteilte sich auf 27,3 % Minderjährige, 3,3 % 18–24-Jährige, 20,7 % 25–44-Jährige, 32,0 % 45–64-Jährige und 16,8 % im Alter von 65 Jahren oder mehr. Das Durchschnittsalter betrug 44 Jahre. Auf jeweils 100 Frauen entfielen 99,3 Männer. Bei den über 18-Jährigen entfielen auf 100 Frauen 96,8 Männer.
Das mittlere Haushaltseinkommen in Bow Mar betrug 112.300 US-Dollar und das mittlere Familieneinkommen erreichte die Höhe von 119.377 US-Dollar. Das Durchschnittseinkommen der Männer betrug 88.442 US-Dollar, gegenüber 61.667 US-Dollar bei den Frauen. Das Pro-Kopf-Einkommen in Bow Mar war 53.558 US-Dollar. 3,4 % der Bevölkerung und 2,4 % der Familien hatten ein Einkommen unterhalb der Armutsgrenze, davon waren 1,6 % der Minderjährigen und 2,2 % der Altersgruppe 65 Jahre und mehr betroffen.